# امره چولاک
امره چولاک (انگلیسی: Emre Çolak؛ زادهٔ ۲۰ مهٔ ۱۹۹۱) بازیکن فوتبال اهل ترکیه است.
از باشگاه‌هایی که در آن بازی کرده‌است می‌توان به باشگاه فوتبال دپورتیوو لاکرونیا و باشگاه فوتبال گالاتاسرای اشاره کرد.
وی همچنین در تیم‌های ملی فوتبال زیر ۲۱ سال ترکیه و ترکیه بازی کرده‌است.